# Spółgłoska nosowa podniebienna dźwięczna
Spółgłoska nosowa podniebienna – rodzaj dźwięku spółgłoskowego występujący w językach naturalnych. W międzynarodowej transkrypcji fonetycznej IPA oznaczanej symbolem: [ɲ].

## Artykulacja

### Opis
W czasie artykulacji podstawowego wariantu [ɲ]:
- modulowany jest prąd powietrza wydychanego z płuc, czyli jest to spółgłoska płucna egresywna
- Mimo iż dochodzi do zablokowania przepływu powietrza przez tor ustny jamę ustną, podniebienie miękkie jest opuszczone i powietrze uchodzi przez nos – jest to spółgłoska nosowa
- prąd powietrza w jamie ustnej przepływa ponad całym językiem lub przynajmniej powietrze uchodzi wzdłuż środkowej linii języka – jest to spółgłoska środkowa
- tylna część języka dotyka podniebienia twardego – jest to spółgłoska podniebienna
- wiązadła głosowe periodycznie drgają, spółgłoska ta jest dźwięczna

### Warianty
Opisanej powyżej artykulacji może towarzyszyć dodatkowo:
- przewężenie w gardle, mowa wtedy o spółgłosce faryngalizowanej: [ɲˤ]
- wzniesienie tylnej części grzbietu języka w kierunku podniebienia tylnego, mowa wtedy o spółgłosce welaryzowanej: [ɲˠ]
- zaokrąglenie warg, mowa wtedy o labializowanej spółgłosce [ɲʷ]

Między innymi w języku polskim występuje właściwie spółgłoska nosowa środkowojęzykowo-podniebienna.

### Przykłady
- w języku polskim: koń [kɔɲ]
- w języku czeskim: kůň [kuːɲ] „koń”
- w języku francuskim: montagne [mɔ̃taɲ] „góra”
- w języku hiszpańskim: enseñar [e̞nse̞ˈɲar] „uczyć”
- w języku serbsko-chorwackim: коњ/konj [koɲ] „koń”
- w języku słowackim: pečeň [ˈpɛtʃɛɲ] „wątroba”
- w języku węgierskim: nyolc [ɲolʦ] „osiem”
- w języku wietnamskim: nhai [ɲaɪ] „żuć”

### Pisownia
- w polszczyźnie głoska ta jest zapisywana literą ń lub dwuznakiem ni (przed samogłoskami)
- w języku hiszpańskim występuje litera ñ, a w czeskim i słowackim – ň
- w języku francuskim i włoskim stosuje się dwuznak gn
- w języku portugalskim, oksytańskim i wietnamskim stosuje się dwuznak nh
- w języku katalońskim, aragońskim i węgierskim stosuje się dwuznak ny
- w języku serbskochorwackim stosuje się dwuznak nj, choć serbska cyrylica posiada dla tego dźwięku odrębny znak њ. Ten sam znak stosuje też cyrylica macedońska.